# Рак на простатата
Ракът на простатата е болестно състояние, една от най-разпространените форми на рак сред мъжете. На този вид рак се падат около 9% от смъртните случаи при заболелите от рак мъже. Най-застрашените групи са мъже над 50-годишна възраст и мъже над 45 години, които имат фамилна обремененост.
Особеното при рака на простатата е, че се развива много бавно. Може да се случи така, че някой да боледува от този рак и да не разбере години наред за съществуването му.
Част от натуралните средства срещу рак на простатата са: сок от нар , куркума  (активна съставка – куркумин, Curcumin), прополис , домати (активна съставка – ликопен, Lycopene ), джинджифил, люти чушки (активна съставка – капсаицин, Capsaicin ), риган  (активна съставка – карвакрол, Carvacrol), чесън, соя  и соеви продукти (активна съставка – генистеин, Genistein), броколи (активна съставка – сулфорафан, Sulforaphane ), омега-3 мастни киселини  (рибено масло), билките: зелен чай (Camellia sinensis, активни съставки – Polyphenon E, Epigallocatechin-3-gallate (EGCG), Epigallocatechin (EGC), Epicatechin-3-gallate (ECG), Epicatechin (EC)), дребноцвета върбовка (Epilobium parviflorum), бял трън  (Silybum marianum, активни съставки – силимарин, силибинин, silymarin, Silibinin), Scutellaria barbata  (активна съставка – скутеларин, Scutellarin), Spider Lily (активна съставка – панкратистатин, Pancratistatin), сладък корен  (Glycyrrhiza glabra, активна съставка – ликохалкон-А, licochalcone-A (LA)), Alvaradoa haitiensis Urb. (активна съставка – Alvaradoin E).
Действието на тези активни вещества е различно – някои са антиоксиданти и предпазват клетката, други намаляват нивото на мъжките хормони или предизвикват апоптоза (процес на програмирана клетъчна смърт) и/или автофагия (самоизяждане) на раковите клетки (от определени клетъчни линии).
НЕ трябва да се приемат Омега-6 мастни киселини (съдържат се в растителните мазнини), калций, фолиева киселина; витамини – A, Е, бетакаротини (ако не са в оптимално количество); захар и захарни изделия, мед, месо, млечни продукти, храни богати на холестерол и мазнини.
Разрешена е консумацията на пиле (без кожата), риба, соя, броколи, карфиол, зеле, домати, нар и други зеленчуци. Ястията трябва да се приготвят чрез варене, а някои зеленчуци може и сурови или във вид на пасиран сок. Да се ограничат тестените изделия.
FDA (Food and Drug Administration) са одобрили следните медикаменти (възможно е списъкът да не е пълен):
Abiraterone Acetate, Cabazitaxel, Degarelix, Docetaxel, Jevtana (Cabazitaxel), Leuprolide Acetate, Lupron (Leuprolide Acetate), Lupron Depot (Leuprolide Acetate), Lupron Depot-3 Month (Leuprolide Acetate), Lupron Depot-4 Month (Leuprolide Acetate), Lupron Depot-Ped (Leuprolide Acetate), Prednisone, Provenge (Sipuleucel-T), Sipuleucel-T, Taxotere (Docetaxel), Viadur (Leuprolide Acetate), Zytiga (Abiraterone Acetate).
Все още се проучват кандидат-пролекарствата G-202 (I фаза; активна съставка – аналог на thapsigargin, извлечена от отровното растение Thapsia garganica) и G-115, лекарствата Bezielle (BZL101, активна съставка – Scutellarin), KBU2046  (активна съставка – аналог на Genistein).

## Симптоми
В най-ранния стади ракът на простата протича без симптоми. Тогава той е много малък и често мъжете не разбират че страдат от това заболяване. Впоследствие той нараства, в резултат на което простата се увеличава и уретрата се притиска. Така се появява затруднение при уриниране. Най-честите оплаквания, които се появяват и заради които трябва да се посети специалист са следните:
- по-често уриниране
- по-слаба струя при уриниране
- прекъсване на струята
- болка или затруднение при уриниране
- кръв в урината (хематурия)

Ако ракът е започнал да се разпространява и по костите, тогава се усеща болка най-вече в гърба, кръста, бедрата и ребрата.

## Диагностициране
Поставянето на диагноза рак на простата се извършва на няколко етапа.
Първо винаги се започва с беседване със специалист, посредством което той установява дали пациентът е предразположен към развитието на този вид рак, дали има генетични фактори, които действат. Разпитва ви за оплакванията и симптомите. Това се нарича анамнеза.
Чрез ректално туширане се опипва простата, за да се установи какво е нейното отношение спрямо околните органи, има ли втвърдяване, дали е увеличила размера си, дали има сраствания с околните органи. Простатата се намира в предната част на ректума.
Следват кръвни изследвания или така наречените туморни маркери. При това изследване се измерва нивото на серумния PSA. Това е и едно от най-важните изследвания и позволява ракът да бъде хванат в ранен стадий.
Ако има съмнение за рак се преминава към биопсия. Тогава се изследва структурата на жлезата, за да се установи наличие или отсъствие на ракови клетки. 

## Стадии на развитие
Когато бъде поставена диагноза рак на простата, едно от най-важните неща е да се определи в кой стадий се намира туморът. Приети са 3 стадия:
- Първичен тумор
- Тумор с разсейки в регионални лимфни възли
- Тумор с далечни метастази [21]

## Лечение

### Оперативен метод
При този метод се извършва отстраняване на простата по оперативен път (простатектомия). След като пациентът се възстанови и след махането на катетъра, ще е необходимо време да се научи отново да контролира уринирането си. В някои случаи може да се наблюдава и намалена потентност.

### Лъчетерапия
Друг метод е лъчетерапията. Този метод се използва само когато ракът е засегнал само простатната жлеза. Може да се прилага външно в областта на половите органи, а може да се поставят и радиоактивни ядра в самите ракови клетки. Процедурата трае около 3-4 седмици с облъчване по няколко минути дневно. След това може да се наблюдава зачервяване, диария, а в някои случаи – импотентност.

### Хормонална терапия
Прилага се при пациенти, при които туморът е обхванал и околните тъкани. Много често растежът на рака се свърза в с мъжките хормони и най-вече с тестостерона. Затова се ползват субстанции, които да намалят производството на тестостерон или такива, които действат като женски хормони (естрогени). Производството на тестостверон може да бъде спряно и чрез кастрация – отстраняване на тестисите.

### Химиотерапия
Прилага се, когато хормоналната терапия вече не дава резултат. Страничните ефекти от нея са добре познати. 
Изследователите са намерили нова форма на лечение на рак на простатата в ранните етапи или след неуспешна лъчетерапия – това е високоинтензивен фокусиран ултразвук (high-intensity focused ultrasound или HIFU), който унищожава раковите клетки чрез топлина, получена от фокусирания ултразвук. Предимства на HIFU срещу старите оперативни методики: Напълно безкръвна и безболезнена процедура за трайно излекуване. Операцията трае до 3 часа и възстановяването е само един ден за разлика от това при традиционната радикална операция, където възстановителният период е три месеца, от които минимум 15 дни в интензивна болнична обстановка.
Запазване в над 95% от случаите на нормална уринарна и еректилна функция за разлика от класическата операция, след която тези функции са нарушени в над 50% от случаите.
Друг вариант е лечението с лазер – зелен или червен. Предимството на червения лазер е, че притежава уникалната способност да изпарява простатната тъкан, като в същото време е най-точен и безопасен в сравнение със зеления лазер, защото прониква само до 1 mm в околните здрави тъкани (при 4-5 mm за зеления лазер) и практически не може да ги увреди.